# 六角彎角介
六角彎角介（学名：Loxocorniculum hexacanthum）为彎貝介科彎角介屬下的一个种。